# Brachythoraci
Brachythoraci Gross, 1932 è un sottordine degli Arthrodira, l'ordine più diffuso di Placodermi, vertebrati ormai estinti dotati di piastre toraco-cefaliche.
Li distingueva una maggiore libertà tra scudo cefalico e toracico, che permetteva agli individui una maggiore apertura della bocca, e dunque probabilmente una più grande abilità predatoria.
Tuttavia non possedevano piastre gnatali (strutture ossee che incameravano le cartilagini di mandibola e mascella) con funzione analoga a denti.